# Quinto Furio Pacilio Fuso
Quinto Furio Pacilio Fuso, in latino Quintus Furius Pacilius Fusus (Roma, ... – Roma, 431 a.C.), è stato un politico romano del V secolo a.C.

## Biografia
Appartenente alla Gens Pacilia, Quinto Furio Pacilio Fuso fu pontifex maximus dal 449 a.C. al 431 a.C.
Eletto alla massima carica religiosa romana, sostenne l'opposizione al secondo collegio dei decemviri a seguito della drammatica morte di Verginia, uccisa dal padre Lucio Verginio per sottrarla ai desideri sessuali di Appio Claudio Sabino, membro estremamente influente dello stesso decemvirato.
La rivolta popolare che ne seguì, con la secessio plebis sul Mons Sacer, indusse il senato ad abolire il decemvirato e ripristinare il potere dei tribuni della plebe.
Pertanto, fu affidato a Quinto Furio Pacilio Fuso, in qualità di pontifex maximus, il compito di tenere i comizi in cui furono nuovamente selezionati i tribuni della plebe.

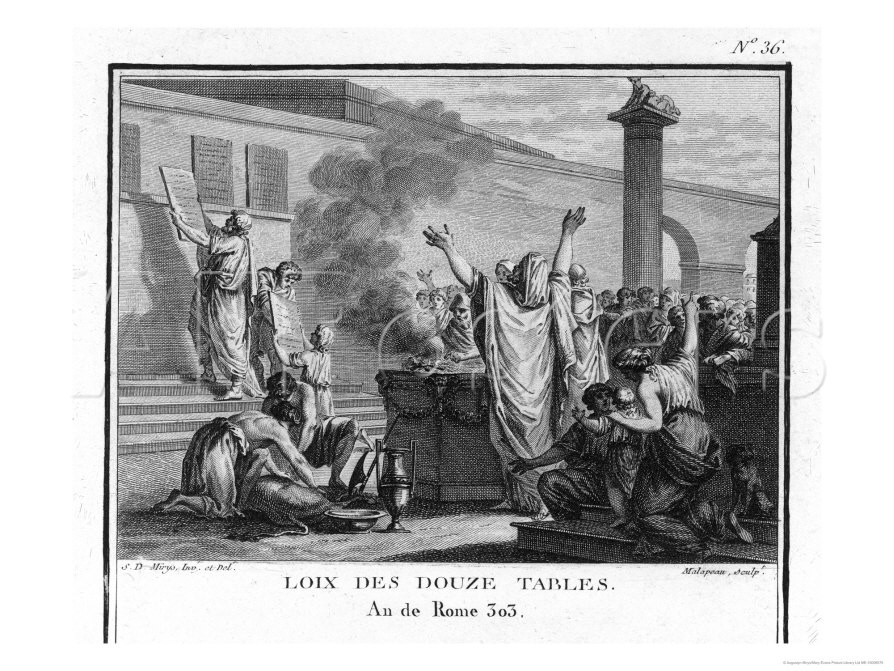
Esposizione delle tavole in bronzo recanti la cosiddetta legge delle "Dodici Tavole"

Pochi mesi dopo partecipò alla cerimonia per l'esposizione pubblica, nel Foro cittadino, delle leggi delle XII tavole (duodecim tabulae; duodecim tabularum leges), la più antica opera legislativa di Roma, secondo la tradizione, riportata da Tito Livio, redatta negli anni 451 e 450 a.C. per volontà della plebe; le suddette leggi avevano lo scopo di rendere più conoscibile e certo il diritto, fino ad allora tramandato oralmente e applicato di volta in volta, caso per caso, in forza dell’interpretazione segreta ed esclusiva del Collegio dei pontefici, all'epoca appartenenti al solo patriziato.
Considerate, dunque, dai Romani, fonte di tutto il diritto pubblico e privato (fons omnis publici privatique iuris), i consoli dell'anno 449 a.C. Lucio Valerio Potito e Marco Orazio Barbato le fecero incidere su 12 tavole di bronzo, andate perdute nel saccheggio di Roma da parte dei Galli di Brenno nel 390 a.C..

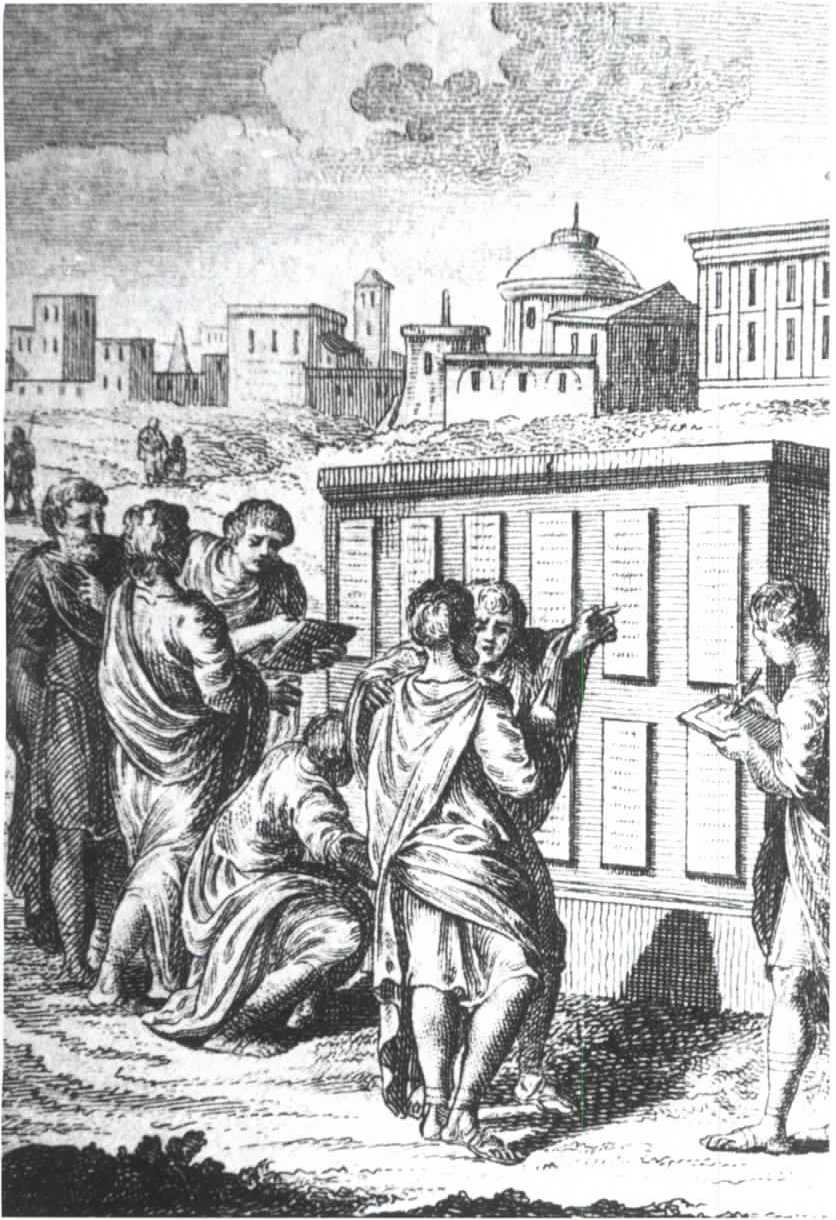
La pubblicazione delle XII tavole in un'incisione ottocentesca

Secondo lo storico Ettore Pais, i redattori si sarebbero limitati a redigere per iscritto gli antichi mores, trattandosi, dunque, di una raccolta delle consuetudini precedentemente esistenti ed oralmente tramandate. 
Le leggi delle XII tavole sono state per lungo tempo oggetto di studio, dapprima da parte del Collegio dei pontefici, presieduto nei primi diciotto anni seguiti alla loro pubblicazione, per l'appunto, da Quinto Furio Pacilio Fuso, in qualità di pontifex maximus, e poi, soltanto verso la fine del III sec. a.C., dei primi giuristi laici, che alla loro esegesi dedicarono le proprie opere scritte.
Quinto Furio Pacilio Fuso muore a Roma nel 431 a.C..